# Agelaea rubiginosa
Agelaea rubiginosa är en tvåhjärtbladig växtart som beskrevs av Ernest Friedrich Gilg. Agelaea rubiginosa ingår i släktet Agelaea och familjen Connaraceae. Inga underarter finns listade i Catalogue of Life.